# Gelbbrauenkauz
Der Gelbbrauenkauz (Pulsatrix koeniswaldiana), auch Koeniswald-Kauz, Weißkinnkauz oder Weißkehl-Brillenkauz genannt, ist eine Eulenart aus der Familie der Eigentlichen Eulen (Strigidae). Sie kommt ausschließlich in Südamerika vor.

## Erscheinungsbild
Der Gelbbrauenkauz erreicht eine Körperlänge von 44 Zentimetern und ist ein mittelgroßer Vertreter innerhalb der Gattung der Brillenkäuze. Die Augenbrauen sind gelblich-braun und die Augen kastanienbraun. Am Kinn befindet sich ein großer weißer Fleck. Wie für Brillenkäuze typisch verläuft über die Brust ein breites braunes Band, das bei einzelnen Individuen in der Mitte jedoch unterbrochen sein kann. Die übrige Körperunterseite ist gelblich-zimtfarben. Die Beine sind befiedert, die Zehen sind nackt.
Der Gelbbrauenkauz kann mit mehreren anderen Brillenkäuzen verwechselt werden. Sowohl der Brillenkauz als auch der Kurzbrauen-Brillenkauz sind etwas größer und erreichen Körperlängen von bis zu 52 Zentimetern. Der Brillenkauz hat auffällige weiße Augenbrauen; der Kurzbrauen-Brillenkauz unterscheidet sich vom Gelbbrauenkauz vor allem durch seine deutlich kürzeren Augenbrauen und seine braungelben bis dunkelgelben Augen. Der Bindenkauz hat im Gegensatz zum Gelbbrauenkauz einen weißlichen Bauch. Alle vier Arten unterscheiden sich durch ihr Lautrepertoire.

## Verbreitungsgebiet und Lebensraum
Das Verbreitungsgebiet des Gelbbrauenkauzes erstreckt sich vom Osten Brasiliens bis in den Nordosten Argentiniens. Er ist vermutlich ein Standvogel und besiedelt tropische und subtropische Wälder mit altem Baumbestand. Häufig sind diese mit Koniferen wie Araucaria angustifolia durchsetzt. Er kommt in Höhenlagen bis zu 1.500 Meter über NN vor.

## Lebensweise
Der Gelbbrauenkauz ist eine nachtaktive Eulenart. Er übertagt normalerweise einzeln sitzend in Bäumen. Sein Nahrungsspektrum besteht aus kleinen Säugern und Vögeln. Er schlägt aber auch andere kleine Wirbeltiere sowie größere Insekten. Er nutzt Baumhöhlen als Nistplatz. Das Gelege besteht normalerweise aus zwei weißen Eiern, die allein vom Weibchen bebrütet werden. Das Männchen versorgt das Weibchen in dieser Zeit mit Futter. Die Jungvögel werden mit etwa fünf bis sechs Wochen flügge. Sie werden für mehrere Monate von den Elternvögeln versorgt.

## Belege

### Einzelbelege
1. ↑   König et al., S. 352
2. ↑   König et al., S. 353